# Presidente de Cantabria
El presidente de Cantabria es la figura constitucional y estatutaria que ostenta la más alta representación de la comunidad autónoma y la ordinaria del Estado en Cantabria. Asimismo, preside el Gobierno de Cantabria, cuya actividad dirige, coordina la Administración autonómica y designa y separa a los consejeros. Es elegido por el Parlamento de Cantabria entre sus miembros y es nombrado por el rey.
Antes de la entrada en vigor del Estatuto y de constituirse Cantabria como comunidad autónoma, el órgano que regulaba el Gobierno de Cantabria era la Diputación Provincial de Santander, en la cual el presidente de la Diputación realizaba las tareas propias del gobierno de la provincia.

## Elección e investidura
El presidente de Cantabria es elegido por Parlamento tras la fiscalización de las elecciones autonómicas de Cantabria, en las cuales se votan los partidos políticos que formarán el Parlamento de Cantabria.
De acuerdo a lo establecido en el punto 3 del artículo 17 del Estatuto de Autonomía de Cantabria, el Parlamento lo elige por mayoría absoluta en primera convocatoria y por mayoría simple en las posteriores. Entre cada convocatoria tienen que transcurrir como mínimo cuarenta y ocho horas. Si pasados dos meses desde la constitución del Parlamento, no ha sido elegido ningún candidato, esta quedará disuelta procediéndose a convocar nuevas elecciones. Si el candidato sale elegido, se comunica a la Casa Real para su nombramiento y al Gobierno de la Nación.

## Funciones y poderes
Las funciones del presidente de Cantabria se establecen en los artículos 17 y 23 del Estatuto de Autonomía de Cantabria y se desarrollan en la Ley del Gobierno, la cual divide sus funciones de acuerdo a tres aspectos:

### Funciones como representante de la comunidad autónoma
1. Mantener relaciones con las demás instituciones del Estado y sus administraciones.
2. Firmar los convenios y acuerdos de cooperación que la comunidad autónoma de Cantabria celebre con otras comunidades autónomas.
3. Convocar elecciones al Parlamento de Cantabria, así como convocar al Parlamento electo en los términos establecidos en el Estatuto de Autonomía.

### Funciones como representante del Estado
1. Promulgar en nombre del rey las Leyes de Cantabria y ordenar su publicación en el plazo máximo de quince días desde su aprobación.
2. Ordenar la publicación en el «Boletín Oficial de Cantabria» del nombramiento del Presidente del Tribunal Superior de Justicia de Cantabria.

### Funciones como presidente del Gobierno de Cantabria
1. Fijar las directrices generales de la acción de gobierno y asegurar su continuidad y cumplimiento.
2. Impulsar el programa legislativo del Gobierno.
3. Ejercer la superior coordinación de la elaboración de normas de carácter general.
4. Firmar los decretos aprobados por el Consejo de Gobierno.
5. Dictar aquellos decretos que sean de su exclusiva competencia.
6. Firmar los protocolos y convenios que autorice el Consejo de Gobierno en los supuestos en los que este no faculte expresamente a un Consejero.
7. Recabar de los Consejeros la información oportuna acerca de su gestión, así como de los programas de sus respectivas Consejerías.
8. Nombrar y cesar a sus Consejeros o acordar su sustitución en los casos de ausencia, enfermedad, impedimento o cese del titular de la misma.
9. Convocar las reuniones del Consejo de Gobierno, fijar el orden del día, presidir, suspender y levantar sus sesiones y dirigir sus debates y deliberaciones.
10. Resolver los conflictos de competencias entre distintas Consejerías cuando no se hubiese alcanzado acuerdo entre sus titulares, oído el Consejo de Gobierno.
11. Plantear ante el Parlamento, previa deliberación del Gobierno, la cuestión de confianza.
12. Proponer la celebración de debates generales en el Parlamento de Cantabria entre ellos el debate sobre la orientación política del Gobierno.
13. Acordar la disolución del Parlamento de Cantabria, la convocatoria de elecciones al Parlamento de Cantabria, así como convocar al Parlamento electo, en los términos regulados por el Estatuto de Autonomía y la normativa aplicable en la materia.
14. Solicitar el dictamen del Consejo de Estado, u órgano equivalente de la comunidad autónoma, en los supuestos en que proceda.

## Cese, cuestión de confianza y moción de censura
De acuerdo con el artículo 15 de la Ley del Gobierno, existen ocho causas de cese:
1. Tras la celebración de elecciones al Parlamento de Cantabria.
2. Pérdida de la condición de Diputado.
3. Aprobación de una moción de censura en los términos establecidos en el Estatuto de Autonomía.
4. Denegación de una cuestión de confianza.
5. Dimisión comunicada formalmente al Presidente del Parlamento.
6. Notoria y manifiesta incapacidad física o mental, reconocida por los dos tercios de los miembros del Parlamento, que le imposibilite para el ejercicio de su cargo. La iniciativa para plantear la declaración de incapacidad corresponderá al Gobierno o a un tercio de los miembros del Parlamento de Cantabria.
7. Condena penal firme que lleve aparejada la inhabilitación temporal o definitiva para el desempeño de cargo público.
8. Fallecimiento.

En los casos de elecciones, moción de censura, cuestión de confianza o dimisión, el presidente está obligado a mantenerse en funciones. En el resto de situaciones, el vicepresidente o, en su defecto, el Consejero de la Presidencia, asumirá el cargo en funciones hasta la elección de un nuevo presidente.

## Gabinete
Como órgano de apoyo político y técnico al Presidente existe el Gabinete de la Presidencia del Gobierno de Cantabria, que asume tareas de confianza y asesoramiento especial y presta su apoyo al Presidente en el desarrollo de su labor política, en el cumplimiento de las tareas de carácter parlamentario y en sus relaciones con las instituciones y la organización administrativa. Existe también el Gabinete de Prensa, cuyas funciones son de información propia del Gobierno de Cantabria, asesoramiento en materia de comunicación, gestión técnica y administrativa en materia de medios de comunicación y seguimiento de información de los mismos.
Desde 1999, el Gabinete está formado por tres cargos: el director del Gabinete, el Asesor de Comunicación y el Jefe de Planificación y Proyectos Estratégicos (antes llamado Coordinador de Presidencia).

## Antecedente histórico: el Consejo Interprovincial de Santander, Palencia y Burgos
Entre enero y agosto de 1937, durante la guerra civil española, el Gobierno de España permitió al actual territorio de Cantabria y algunos municipios ubicados en norte de Palencia y Burgos organizarse autónomamente como Consejo Interprovincial debido a las circunstancias bélicas. Este ejecutivo, presidido por Juan Ruiz Olazarán (PSC-PSOE), puede ser considerado de algún modo un precedente de la autonomía cántabra.